# Doorwerking (cao)
Doorwerking of normatieve werking is het effect dat de individuele arbeidsovereenkomst wordt gewijzigd door de bepalingen in de collectieve arbeidsovereenkomst (cao).

## Nederland
Doorwerking volgt uit art. 9, 12 en 13 van de Wet CAO. Het betreft hier de normatieve of horizontale bepalingen, de afspraken die betrekking hebben op de relatie tussen de werkgever en de werknemers. Uit art. 2 en 3 van de Wet AVV volgt dat ook diagonale bepalingen doorwerken. Obligatoire of verticale bepalingen - de afspraken die worden gemaakt die betrekking hebben op de onderhandelingspartners - werken niet door.
Als een cao afloopt terwijl er nog geen nieuwe cao overeen is gekomen, dan ontstaat er weer individuele contractsvrijheid en vervallen de verticale en diagonale bepalingen. Dit geldt echter niet voor de horizontale bepalingen. Ook na het aflopen van de cao blijven deze deel uitmaken van de individuele arbeidsovereenkomst, de nawerking van de cao-bepalingen.